# ユゼフ・トゥルチンスキ
ユゼフ・トゥルチィンスキ（ポーランド語: Józef Turczyński, 1884年 ジトーミェシュ - 1953年 ローザンヌ ）は、ポーランドのピアニスト・音楽教師・音楽学者。20世紀前半に、特にショパンの作品に関して、ピアノの指導法や演奏法の発展に強い影響を及ぼす。『ショパン作品全集』の大部分の校訂者と発行責任者を務めた。日本では、ヨゼフ・トゥルチンスキと表記されることもある。

## 略歴
現在はウクライナ領となったヴォウィインに生まれ、父親にピアノの手解きを受ける。1907年から1908年までウィーンでフェルッチョ・ブゾーニに師事して1908年にデビューを果たす。その後はロシアでアネット・エシポフに師事して、1911年にサンクトペテルブルクで行なわれたコンクールを制覇した。ヨーロッパ諸国の首都で演奏し、1914年から1919年までキエフ音楽院の教授に就任。その後ポーランドに帰国し、ワルシャワ音楽院ピアノ科の演奏家クラスを担当した。主要な門弟にヴィトルド・マルクジンスキやスタニスワフ・シュピナルスキ、リシャルト・バクスト、ヘンリク・シュトンプカら。ハリーナ・チェルニー＝ステファンスカは1935年から1939年までトゥルチンスキの薫陶を受けた。
『ショパン作品全集』は、1937年にパデレフスキを発行責任者として着手され、利益はワルシャワ・ショパン音楽院の開校資金に当てられることになっていた。事業が始まってから僅か2年後にパデレフスキが世を去ると、トゥルチンスキがルドヴィク・ブロナルスキとともに後任編集者となり、1949年に全27巻の校訂版を完結させた。各巻は1小節ごとに異版についての補足説明が付されている。校訂譜は、もっぱら自筆譜と、容認すべき筆写譜ならびに初版との対照比較によって作成され、自筆譜の強弱記号や指使いについても特に配慮されている。
トゥルチンスキは後年ブラジルに移住したが、スイスで亡くなった。

## 参考資料
- A. Eaglefield-Hull, A Dictionary of Modern Music and Musicians (Dent, London 1924).
- J. Methuen-Campbell, Chopin Playing from the Composer to the Present Day (Gollancz, London 1981).
- I.J. Paderewski et al. (ed), Chopin Complete Works: VII Nocturnes, (Instytut Fryderyka Chopina, Warsaw 1951), (10th Edition 1970), 107-125.